# Mazepa (de Grandval)
Mazepa (ve francouzském originále Mazeppa) je opera o pěti dějstvích a šesti obrazech francouzské skladatelky Clémence de Grandval na libreto Charlese Grandmougina a Georgese Hartmanna na námět poémy Alexandra Sergejeviče Puškina Poltava z roku 1828. Premiéra opery se konala 23. dubna 1892 ve Velkém divadle (Grand Théâtre) v Bordeaux.

## Vznik, historie a charakteristika
Maria-Félicie-Clémence de Reiset, vikomtesa de Grandval (1828–1907), skladatelka a hostitelka jednoho z nejvýznamnějších hudebních salonů Paříže, začala svou kompoziční dráhu písněmi, ale od konce 50. let 19. století se pokoušela zejména o hudebně-dramatická díla. První z nich byla opereta pro Théâtre des Bouffes-Parisiens Lízin krejcar (1859), následovali Rózini snoubenci pro Théâtre-Lyrique (1863), Hraběnka Eva pro Baden-Baden (1864) a Kajícnice (1868) pro Théâtre de l'Opéra-Comique. Všechna tato díla byla jednoaktové operety či opery s mluvenými dialogy (opéra comique), ale roku 1868 mělo také premiéru její do té doby nejrozsáhlejší dílo, tříaktová opera Piccolino na italské libreto. Teprve s dlouhým odstupem se Grandvalové podařilo uvést svou poslední a zdaleka nejambicióznější dílo, pětiaktového Mazepu.

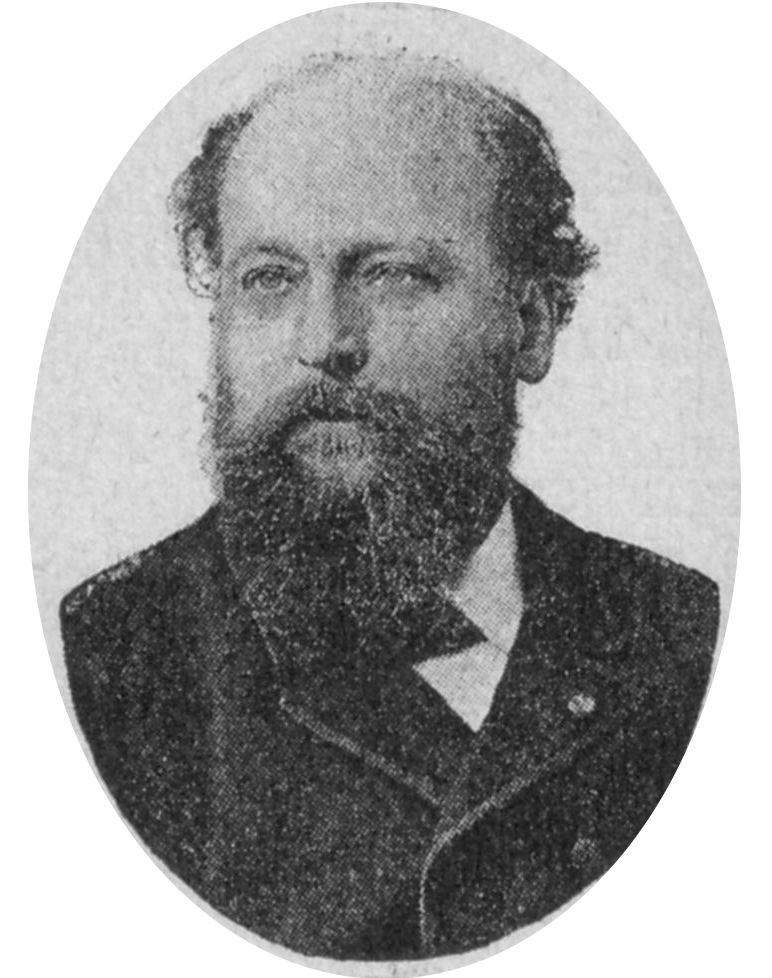
Libretista Mazepy Charles Grandmourgin, fotografie z roku 1893

Postava ukrajinského vojevůdce Ivana Mazepy byla v 19. století ve francouzské kultuře poměrně hojně zastoupena; věnoval se se mu například i Victor Hugo ve své Legendě věků, odkud je převzato i motto na partituře Mazepy vikomtesy de Grandval. (Jak poznamenal jeden z recenzentů opery, před nějakou dobou „nebylo možné vstoupit do sebemenší venkovské hospody, aniž byste tam našli na stěně Mazepu přivázaného ke svému koni“). Počáteční rozmanitý postoj k této osobnosti se zejména pod vlivem Puškinovy básně ustálil na jeho chápání jako zrádce. To se promítá i do libreta, které napsali básník a dramatik Charles Grandmougin (1850–1930), který napsal i libreta například pro Césara Francka a Julese Masseneta, a hudební vydavatel a libretista Georges Hartmann (1843–1900), rovněž častý Massenetův spolupracovník. Text Mazepy kritika vítala jako „zcela literárního a velmi poetického stylu“ a tvrdila, že „je velmi scénický a výtečně se hodí k hudebním situacím“; avšak byl značně konvenční a ve své době poněkud zastaralý. Romantické pojetí kolísajícího a ambivalentního hlavního hrdiny – náhodného člověka překvapivě provolaného vůdcem s Bohem posvěceným posláním, který je nakonec svržen intrikou těch, kdo ho dostali k moci – připomíná Meyerbeerova Proroka.

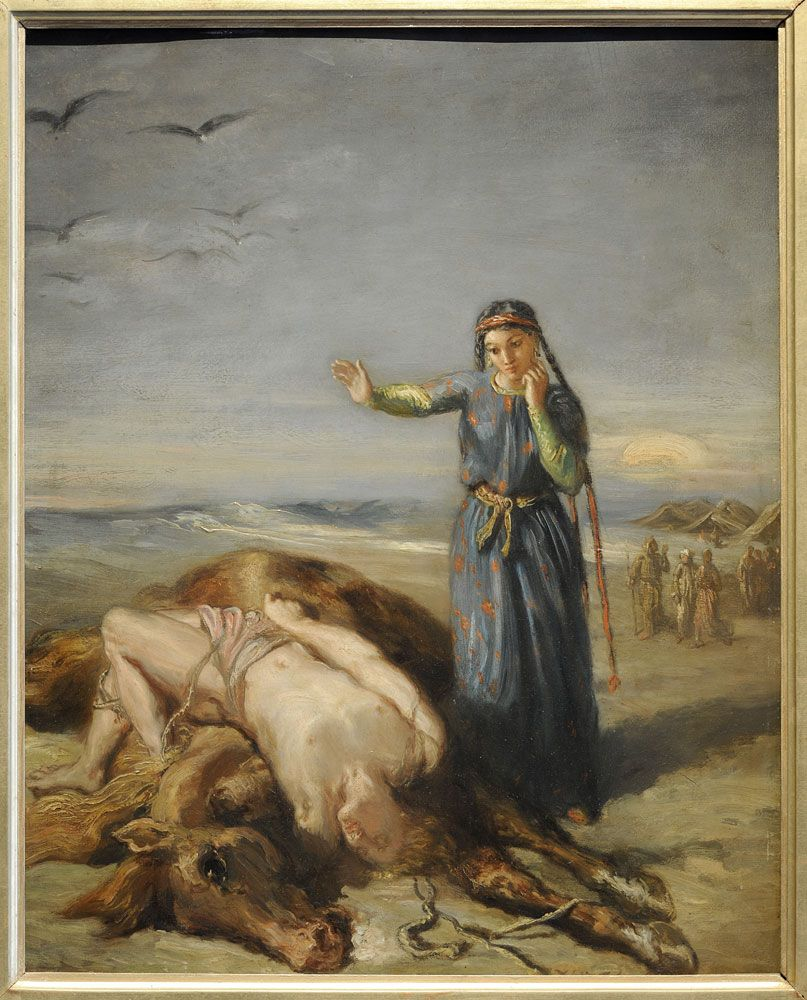
Typické francouzské romantické zobrazení Mazepy odpovídající úvodní scéně opery; obraz Théodora Chassériaua z roku 1851

Mazepa je po textové stránce jasným zástupcem žánru velké opery, který však byl koncem 19. století již dlouho na ústupu. Hudební vzory Grandvalové jsou o něco mladší (Charles Gounod, Jules Massenet), přesto mohl Auguste Boissard v Le Monde illustré oprávněně tvrdit: „Před dvaceti lety by se Mazepa zdál poněkud pokrokový; nyní se tato opera bude mnohým jevit zpátečnická.“
Když se Mazepy neujalo žádné pařížské divadlo – Pierre Gailhard, ředitel Opery, kam by Mazepa patřil nejspíše, neměl důvěru k ženám skladatelkám, jak svědčí jeho odmítání Černé Hory Augusty Holmèsové – chopil se příležitosti Théophile Gravière, ředitel Velkého divadla v Bordeaux. Uvedení rozměrného díla, které dosud nebylo viděno v Paříži, bylo výjimečnou událostí – řada novinových referátů to vydávala za výtečný příklad kulturní decentralizace. Mazepa byl vypraven velmi pečlivě a nákladně s dobrým obsazením, v němž vedle ředitelovy manželky Georgette Bréjean-Gravière vynikl hostující tenorista Maurice Devriès v titulní roli a také skvělý dirigent Charles Haring. I přijetí ze strany obecenstva bylo výjimečné: „Bordeauxské obecenstvo, obecně velmi rezervované a někdy přísné, se tentokrát vzdalo svých zvyklostí a přijalo nové dílo téměř s nadšením,“ píše Le Figaro. Grandvalová dokonce musela vyjít na jeviště se děkovat, což ještě nebývalo zvykem.
I tisk hovořil příznivě, i když zveřejněné recenze jsou často krátké a povrchní. Deník Le Matin mínil, že „paní de Grandval napsala partituru, která vyniká velkou přehledností, trvalým dramatickým instinktem a zásadně moderní harmonií a orchestrací.“ Henri d'Alverne v La Semaine des familles tvrdil, že partitura Mazepy „má mužskou vervu, jež v kombinaci se ženskou jemností jí dává dvojí zásluhu, dvojí štěstí. [Paní de Grandval] umí distribuovat své party s jistotou, která jasně prokazuje, že je pro divadlo rozená. Melodický proud, vždy nový a hojný, má lámané rytmy nám poskytují sladké pocity neočekávaného, což je v moderním divadle vzácné.“ Podle Le Figaro je hudba Mazepy „dílem umu získaného dlouhým studiem a má některé části s nádhernou melodickou inspirací.“ Vyskytly se však i skeptičtější hlasy. Podle místního listu La Gironde je to „nevyrovnaná opera, která ne vždy plní sliby, která dává zahlédnout; která se zastaví, a to někdy prudce, na svém vzestupu za ideálem krásy“, i když chválí různé aspekty jako orchestraci a nápaditost. Auguste Boisard ve své důkladnější kritice vyzdvihuje především hojné sborové a instrumentální části včetně dramatické předehry, vyjadřující jízdu svázaného Mazepy stepí, zato kritizuje „kantilény, ariosa, dueta a jiné kousky, tak banálně hladké a tak nepřiléhavé situaci“.
V únoru roku 1894 uvedl Amatérský pěvecký spolek na koncertě v Salle Pleyel celou operu (bez orchestru); předseda spolku Paul Séguy zpíval titulní roli. 17. března 1896 byl triumfální sbor z Mazepy zařazen na program koncertu v pařížské Opeře. K jevištnímu uvedení celé opery v Paříži však tyto snahy nepřispěly. Zato ji však 24. listopadu 1896 premiérovalo Královské divadlo (Théâtre-Royal) v Antverpách. Recenzent shrnoval profesionální dráhu Grandvalové a připomněl, že „její hudební génius je podpořen zatvrzelou pracovitostí a mužnou vůlí. Její včerejší triumf je odměnou za překážky, jež jí po cestě kladla nedůvěra, kterou obvykle vyvolává ženský talent.“
Více divadel Mazepu nenastudovalo.

## Osoby a první obsazení

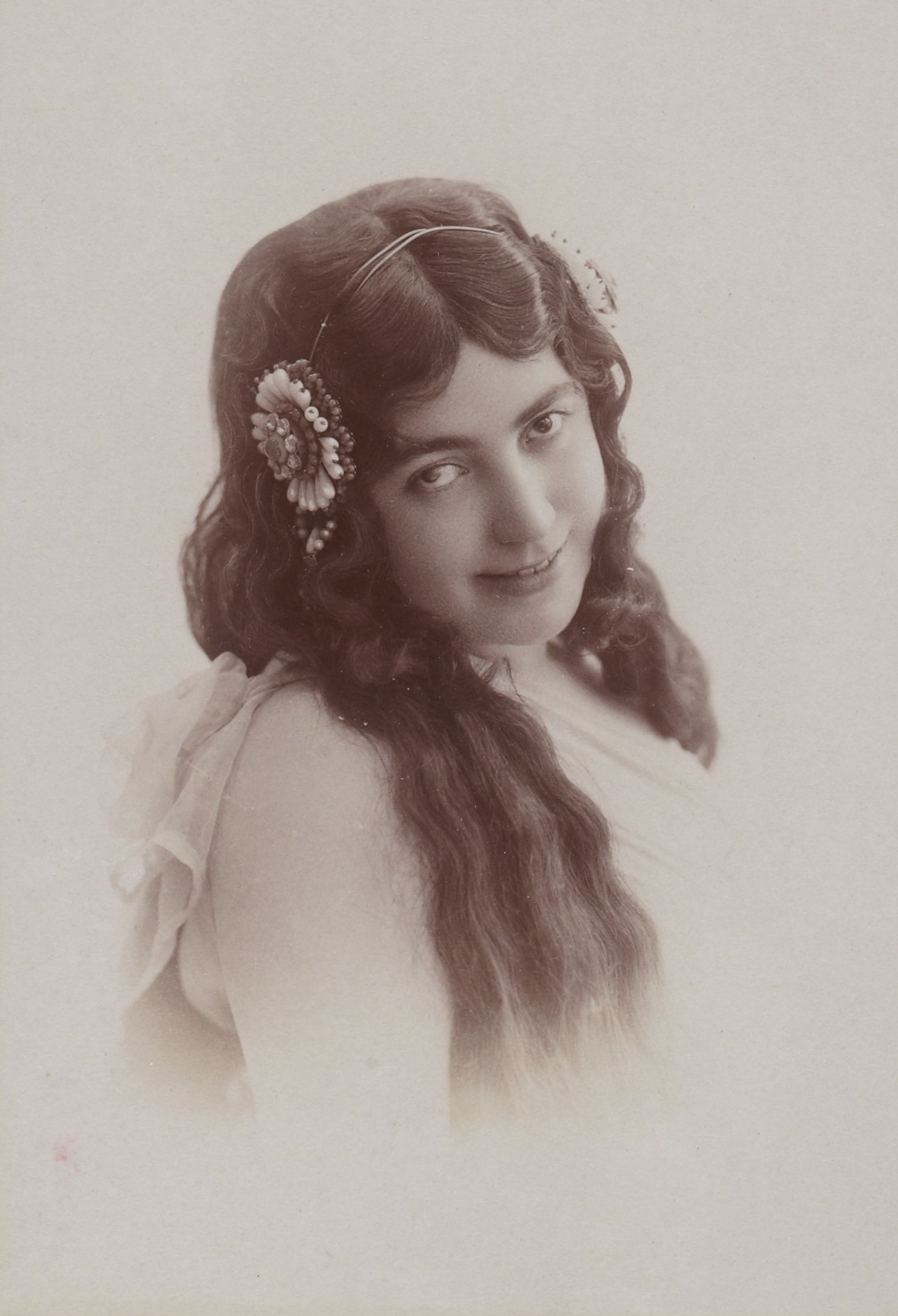
Georgette Bréjean-Gravièrová, první představitelka Matreny v Mazepovi

| osoba                                                                               | hlasový obor | premiéra (23. dubna 1892)                                  |
| ----------------------------------------------------------------------------------- | ------------ | ---------------------------------------------------------- |
| Matrena (Matréna), dcera Kočubejova                                                 | soprán       | Georgette Bréjean-Gravière (roz. Georgette-Amélie Sixsout) |
| Mazepa (Mazeppa)                                                                    | tenor        | Maurice Devriès                                            |
| Iskra, mladý ukrajinský válečník                                                    | tenor        | Jules-Benjamin Dupuy                                       |
| Kočubej (Kotchoubey), ukrajinský válečník a šlechtic                                | baryton      | Silvestre                                                  |
| Archimandrita, delegát konstantinopolského patriarchy                               | bas          | Albert                                                     |
| Ukrajinský lid, vojáci, poltavští měšťané, pánové, Švédové, ukrajinské ženy a dívky |              |                                                            |
| Dirigent: Charles Haring                                                            |              |                                                            |
| Režie: Georges Nerval                                                               |              |                                                            |
| Výprava: Pierre-Gustave Arthus a Gustave Lauriol                                    |              |                                                            |
| Kostýmy: Alfred Edel                                                                |              |                                                            |
| Choreografie: Alfred Lamy                                                           |              |                                                            |

## Děj opery
Ivan Mazepa, mladý šlechtic polského původu z Podolí, sloužil u polského královského dvora a zamiloval se tam, ale žárliví sokové ho potrestali – přivázali ho ke koni, kterého vyhnali do krajiny. Kůň běžel pustou stepí, až vysílením pošel. Předehra popisuje tuto Mazepovu jízdu.

### 1. dějství
(Pustá step, za úsvitu)
Mazepa se probudí z bezvědomí přivázán k mrtvému koni. Čeká, že zde v pustině zemře, ale slyší zpěv lidí vycházejících do práce a volá o pomoc (Mazepův zpěv Personne dans la plaine immense et désolée a sbor Ukrajinců L'aurore se lève). Nachází ho Matrena, dcera kozáckého vůdce Kočubeje. Ta odpovídá Mazepovi na otázku, kde je – na Ukrajině. Mazepa se obává, protože pro něj byli Ukrajinci vždy nepřáteli, ale Matrena ho uklidňuje (dialog a duet Oui, c'ast un cri déchirant).
Kozáci přicházejí a provolávají slávu svému vůdci Kočubejovi (sbor Gloire au vaillant!). Kočubej na Matreninu přímluvu přijímá Mazepu jako hosta a Mazepa vypráví svůj osud (árie Je suis né dans la Podolie). Protože mu Poláci způsobili příkoří, prosí, aby se mohl připojit ke kozáckému vojsku. Kočubej souhlasí a všichni provolávají smrt Polákům. Pak přijde archimandrita, vyslanec konstantinopolského patriarchy, aby požehnal zbraním kozáků před bojem. Kozáci se měli shromáždit a zvolit si do bitvy velitele, ale je jasné, že jejich volba padla na osvědčeného Kočubeje. Ten ale odmítá pro své stáří a slabost a navrhuje zvolit Mazepu, kterého jistě seslalo v tomto okamžiku nebe. Mladý bojovník Iskra, který si dělal čáku na vůdcovství, se bouří, ale Kočubej se odvolává na boží vnuknutí a ukazuje na Mazepu. Mazepa přijímá a slibuje bránit svobodu Ukrajinců až na smrt. Kozáci – až na Iskru – ho přijímají a slibují poslušnost jeho rozkazům (finále Oui! Que le destin s'accomplissse!).

### 2. dějství
(1. obraz – V domě Kočubejově)
Dívky zdobí květinami oltář Panny Marie (sbor Veille sur nous, ô Vierge aux sept douleurs). Matrena se modlí za vítězný návrat z boje vůdce Ukrajinců Mazepy (mdlitba Ma prière vers toi montra fièvreusement). Kočubej obdivuje Mazepovo vůdcovství a odhodlanost a lituje, že je sám příliš stár na to, aby zemřel v boji (árie Quel superbe et quel glorieux sort!). Matrena, která se do Mazepy zamilovala, naopak doufá, že se vrátí živý, a vzpomíná na svou zemřelou matku  (árie Il ne soupçonne rien… Quand jadis ma mère attentive).
Ukrajinské vojsko zvítězilo, ale jako první k Matreně dorazí Iskra. Vyznává jí lásku a připomíná, že si byli zasnoubeni, ale Matrena ho odmítá (dialog a duet Iskra près de moi! … Tu m'aimais, quand, pleine de tendresse). Iskra tvrdí, že Mazepa padl, a Matrenin žal ho utvrzuje, že jeho snoubenka miluje jeho soka. Přísahá oběma pomstu (zpěv Son âme entière est enchaînée). Ale jásot lidu zvenčí ohlašuje návrat živého Mazepy. 
(2. obraz – Náměstí v Poltavě)

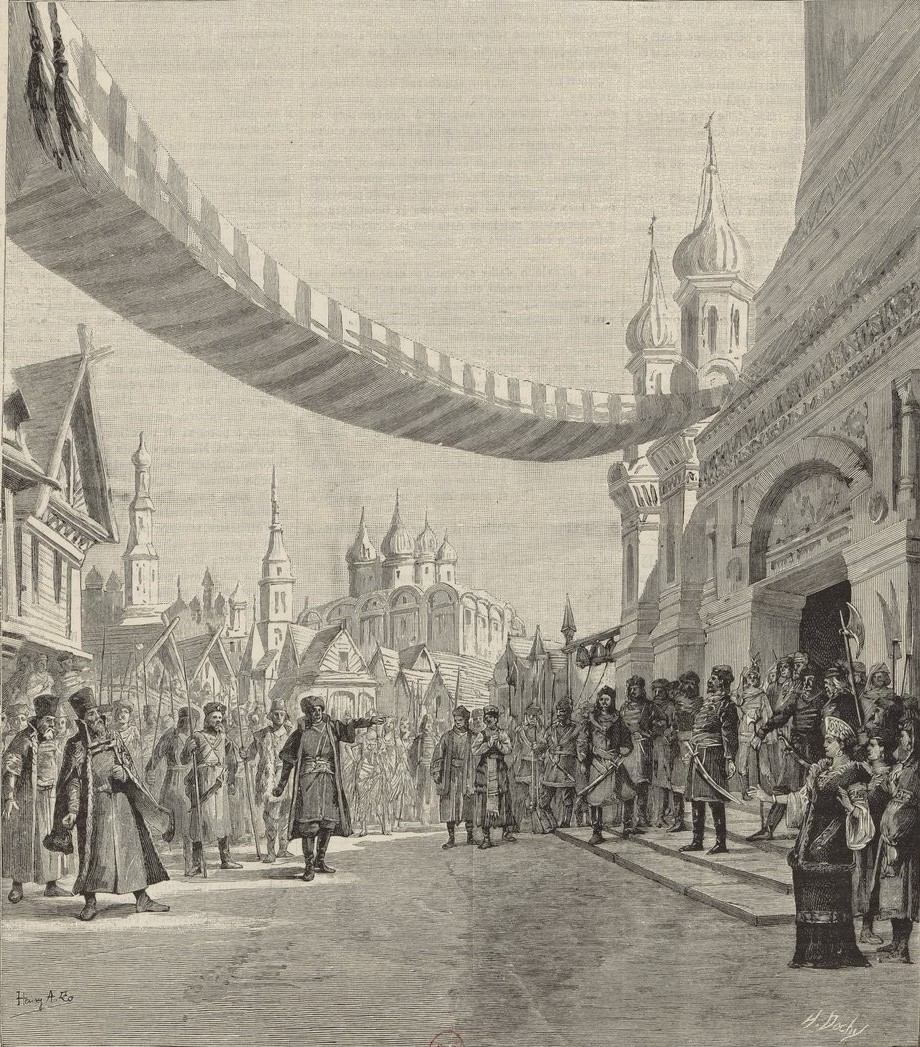
Scéna z 2. obrazu 2. jednání Mazepy, rytina Henriho Dochyho

Lid slaví Mazepu (sbor Gloire à toi, Mazeppa! La Pologne est soumise!) Mazepa sám děkuje své nové vlasti, která mu umožnila získat jméno (zpěv Ô nouvelle partie, ô terre hospitalière!). Ukrajinské dívky včetně Matreny věnčí Mazepu (ženský sbor Ô chef, il nous est dont aujourd'hui de bénir). Mazepa vyznává Matreně lásku – ta je šťastná – pak vzdává díly Bohu a na pokyn archimandrity odcházejí všichni do kostela.
Na místě zůstávají Iskra a Kočubej. Iskra nemůže přenést přes srdce ztrátu Matreny i vůdcovské pozice (árie Il triomphe au milieu du peuple... Ô Matréna, fleur de l'Ukraine). Pak vypráví Kočubejovi, že Mazepa je zrádce, protože se spojil se švédským králem (Karlem XII.). Kočubej je pohoršen. Když lidé vystupují opět z chrámu, Iskra vznáší své obvinění a zaútočí na Mazepu. Lid chce potrestat zrádce. Ale Mazepa se hájí: přivedl ukrajinský lid k vítězství nad jejich odvěkým nepřítelem, a chtějí-li ho soudit, ať to mají na paměti. Lid se obrací na Mazepovu stranu. Mazepa chce Iskru potrestat za vzpouru, ale na Matreninu prosbu od toho upustí. Všichni mu provolávají slávu, ale Iskrovu nenávist a Kočubejovy pochyby to neutišilo (ansámbl Chante sa gloire, ô race aux cœurs de flamme!).

### 3. dějství
(Kočubejova zahrada, noc)
Mazepa čeká na Matrenu, s níž má dostaveníčko (árie Quelle paisible nuit!). Když přijde Matrena, Mazepa se ujišťuje o její lásce a chce ji přesvědčit k útěku (dialog Étes-vous triste, mon seigneur? se zpěvy Mazepy Tu planes par-dessus mon rêve a Nous pouvons, si tu veux). Matrena se zdráhá při vzpomínce na svého otce. Ten právě přichází v hovoru s Iskrou; Mazepa a Matrena se skryjí.
Kočubej již zcela přijal Iskrova tvrzení o Mazepově zradě ve švédského krále a vysílá ho k carovi, aby ho informoval. Mazepa si po straně slibuje, že zvítězí nad jejich komplotem, a Matrena je rozpolcena a chvěje se strachem (kvartet Le moment est venu de châtier le traître). Když Kočubej a Iskra odejdou, vynutí si Mazepa od Matreny slib, že ho bude milovat i nad svého otce a zemi.

### 4. dějství
(V paláci v Baturynu)

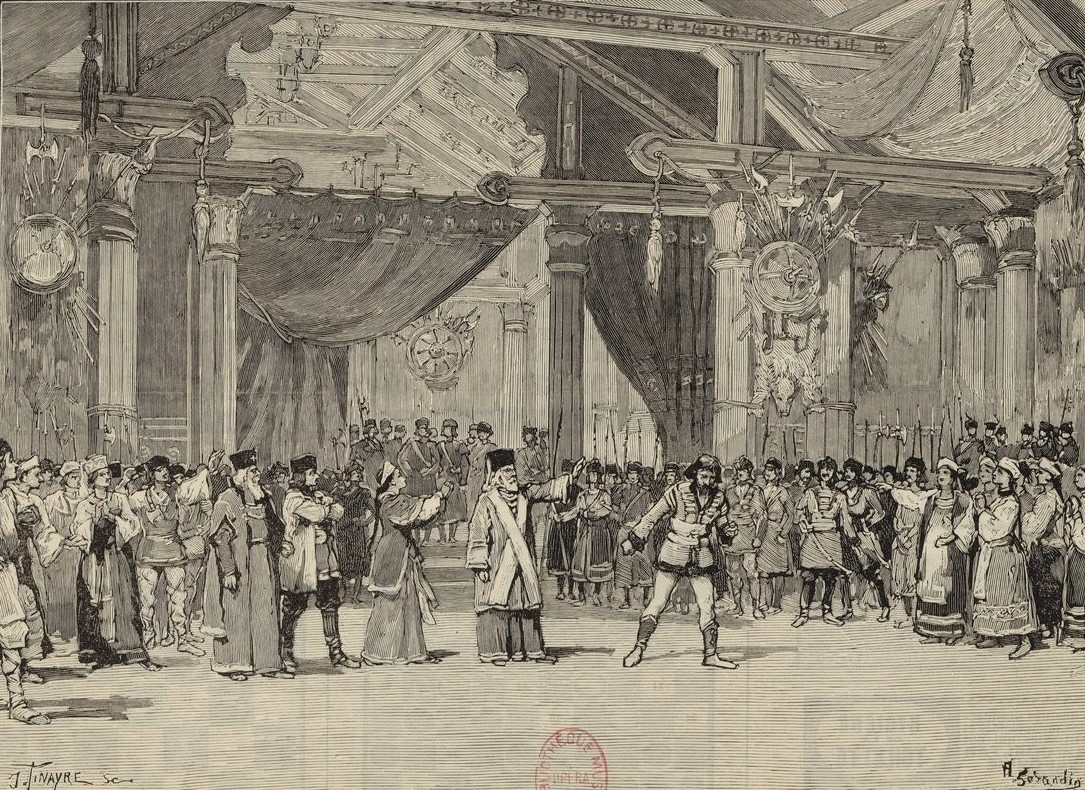
Scéna v závěru 4. dějství Mazepy, rytina Juliena Tinayra

Vojáci s Mazepou popíjejí (sbor Buvons à nos amours farouches). Mladé Ukrajinky přivádějí Matrenu a zpívají „ruskou píseň“, ale Matrena teskní po svém domově (sbor a árie Loin de la steppe en fleurs). Dívky tančí (balet: entrée – mazurka – ukrajinský tanec – niéga – finále). Ale při tanci zazní smuteční průvod (sbor Seigneur, daignez nous secourir!). Mazepa chce pokračovat ve slavnosti, ale rozrušená Matrena rozhrne tapisérii a objeví se průvod doprovázející Kočubeje na popravu. Kočubej zlořečí Mazepovi a jeho věrným (zpěv Honte sur vous et vos fêtes). Rozzlobená Matrena vyčítá Mazepovi, že ji zneužil, a současně žádá o omilostnění otce (zpěv Voilà donc le paiement de l'honneur d'une femme), ale Kočubej milost odmítá a Matrenu proklíná (zpěv Non! garde ton gémissement). Mazepa nařizuje, aby poprava proběhla.
Ale v tom okamžiku přijíždí Iskra s carskými vojáky a přináší carův rozkaz potrestat Mazepu jako zrádce. Mazepa marně volá o zastání u svých bojovníků a pak se chce obrátit k lidu, jehož sympatie si zachoval, ale archimandrita mu v tom zabrání a vyhlašuje nad ním klatbu (árie N'appelle pas le peuple!). Nyní Matrena prosí naopak Iskru a Kočubeje o milost pro Mazepu, ale ti ji odmítají a proklínají. Vojáci a lid se modlí k Bohu, aby zachoval cara a jejich svobody (sbor Dieu redoutable).

### 5. dějství
(Stejné místo jako v 1. jednání) 
V dálce se Ukrajinci vracejí domů z práce (sbor La brise est plus douce). Mazepa tři dny bloudil po stepi jako vyhnanec. Vzpomíná na ztracenou slávu a štěstí (árie Hélas, c'est ici même... Errant depuis trois jours). Objevuje se Matrena; je nemocná a pomatená a zpívá svou píseň (Les bluets sont bleus... Loin de la steppe en fleurs). Mazepa ji oslovuje a připomíná, že ji miluje, ale Matrena ho nejprve nepoznává a pak ho proklíná jako zrádce. Pak umírá a Mazepa si zoufá.